# Cobras Brasil Rugby
Cobras Brasil Rugby es una franquicia profesional de rugby con sede en la ciudad de São Paulo en Brasil y que disputa el Súper Rugby Américas, máxima competición de rugby profesional en América del Sur. Fue fundada en 2019 como Corinthians Rugby, operando bajo el control de la Confederação Brasileira de Rugby. La franquicia adquirió la denominación Cobras en 2021 cuando pasó a ser llamada "Cobras Brasil XV", antes de adquirir su nombre actual, Cobras Brasil Rugby, en la temporada 2024.
La franquicia y su participación en el Súper Rugby Américas tienen como función "llevar al rugby brasileño a una liga profesional internacional, exponiendo a los jugadores internacionales brasileños al nivel de juego más alto posible". La franquicia funciona como un club, pudiendo contratar jugadores extranjeros, pero actuando independientemente del sistema de clubes del rugby local, tradicionalmente amateur. Debido a esto, Cobras es considerado el máximo nivel del rugby nacional de Brasil, siendo compuesto por los mejores jugadores locales y utilizando el lema: "el equipo de todos los clubes". El equipo tiene como centro de entrenamiento el Núcleo de Alto Rendimento (NAR), ubicado en la ciudad de São Paulo.

## Historia

### Creación
Los creación de un equipo profesional de rugby en Brasil se llevó a cabo en conjunto con la creación de la Súper Liga Americana de Rugby (SLAR), la primera liga de rugby profesional de Sudamérica y cuyo proyecto fue creado y promovido inicialmente por la propia Confederação Brasileira de Rugby (CBRu). La SLAR, organizada por Sudamérica Rugby y con apoyo económico de World Rugby, tuvo como objetivo profesionalizar el deporte en la región, elevando el nivel de competencia de los países involucrados y apoyando el desarrollo de las selecciones nacionales sudamericanas. El torneo usaría el sistema de franquicias, con los equipos funcionando como clubes capaces de contratar jugadores extranjeros pero actuando de forma independiente al sistema de clubes de cada país. Debido a esto, las equipos estarían compuestos principalmente por los mejores jugadores de clubes locales y en el caso de países como Brasil, siendo muy similares a su respectivo seleccionado nacional.
Originalmente, el proyecto delineaba dos franquicias brasileñas en su primera temporada, pero esto fue abandonado al avanzar los planes. La franquicia fue oficialmente presentada durante la presentación del torneo en noviembre de 2019 bajo el nombre Corinthians. El nombre fue resultado de un acuerdo entre la CBRu y el popular club de fútbol, SC Corinthians, una institución que ya contaba con vínculos al rugby a través su conexión con el São Jorge Rugby Clube. El acuerdo daba a la CBRu la responsabilidad financiera sobre el equipo, recibiendo acceso a la marca comercial de Corinthians con el objetivo de atraer patrocinadores y seguidores, mientras que Corinthians recibiría visibilidad y reconocimiento a través de un nuevo deporte, sin aportar económicamente al proyecto.

### Debut interrumpido (2020)
Para su primera temporada el entrenador elegido fue Fernando Portugal, técnico de los Tupís (la Selección de rugby de Brasil). El plantel estuvo compuesto principalmente por los jugadores del rugby local, siendo bastante similar al seleccionado de los Tupís. Los únicos jugadores extranjeros en el plantel también eran elegibles para la selección de Brasil.
Antes del comienzo del torneo, Corinthians jugó amistosos ante dos clubes brasileños en São Paulo (Pasteur y SPAC) y uno ante Peñarol Rugby en Uruguay, que resultó en derrota 45-14. Al tener fecha libre durante la fecha inaugural, el debut de Corinthians en el torneo estaba programado para el 13 de marzo de 2020 ante Olimpia Lions en Paraguay. Sin embargo, debido al impacto de la pandemia de COVID-19 en la región, el partido fue suspendido de acuerdo a las medidas de prevención impuestas por los organismos de salud de Paraguay. Con el empeoramiento de la situación epidemiológica a nivel global, el Consejo de la SLAR decidió suspender el torneo de forma definitiva el 17 de marzo, con el apoyo Sudamérica Rugby y representantes de todas los equipos, dando la temporada por inconclusa y sin que Corinthians llegase a disputar ningún partido oficial.
A fines de 2020, el acuerdo entre SC Corinthians y la Confederação Brasileira de Rugby terminó, con la CBRu decidiendo no renovar y en su lugar, crear una franquicia con una nueva identidad que se identifique "con la comunidad de rugby del país".

### Cobras Brasil XV (2021-2023)
En 4 de febrero de 2021, tras la conclusión de su acuerdo con Corinthians, la CBRu reveló su nueva franquicia: Cobras Brasil XV. El objetivo de la nueva identidad fue representar a toda la comunidad local de rugby con elementos de alcance nacional, inspirándose en la diversidad cultural y ecológica de Brasil y en la boitatá, una enorme culebra (Cobra en portugués) de fuego de la mitología Tupi-Guaraní. Durante esta temporada, la franquicia brasileña adquirió sus primeras refuerzos "extranjeros", contratando cuatro jugadores argentinos.
En 2021 y 2022, la Súper Liga Americana de Rugby se llevó a cabo en su totalidad, pero debido a la persistencia de la situación epidemiológica, todo los partidos se jugaron en "burbujas sanitarias" y sin público. Durante este periodo, Cobras terminó en la 5.º posición de la fase regular en 2021 y 6.º en 2022, sin poder clasificar a la fase final del torneo en ambas ocasiones. Desde el año 2023, la SLAR pasó a ser conocida como Súper Rugby Américas, dejando de lado las burbujas sanitarias con sedes únicas y reincorporando los partidos de local y visitante. Cobras disputó su primer partido de local en la historia del torneo el 19 de febrero de 2023, recibiendo a Pampas de Argentina. Cobras finalizó la temporada 2023 en la 7.º posición.

### Cobras Brasil Rugby (2024-presente)
A partir de 2024, la franquicia pasa a llamarse Cobras Brasil Rugby con la intención de reforzar la representatividad del equipo bajo el lema de ser "el equipo de todos los clubes de Brasil". Como parte de este cambio, se rediseñaron el escudo y las camisetas del equipo, además cambiar la localía al Estádio du Cambusano en Jacareí, ciudad que es un referente nacional del rugby en Brasil. En 2024 y 2025, Cobras finalizó nuevamente en la 7.º posición, ocupando la última posición del torneo por cuarta temporada consecutiva.

## Participaciones
Al ser un equipo que participa de un torneo cerrado de franquicias profesionales, Cobras solamente compite en el Súper Rugby Américas.
| Temporada | PJ | PG | PE | PP | AF  | AC  | Dif. | Reg.  | Pts. | Clasificación final |
| --------- | -- | -- | -- | -- | --- | --- | ---- | ----- | ---- | ------------------- |
| 2020      | 0  | 0  | 0  | 0  | 0   | 0   | + 0  | Susp. | 0    | Temp. suspendida    |
| 2021      | 10 | 3  | 0  | 7  | 154 | 332 | -178 | 5.º   | 14   | 5.º                 |
| 2022      | 10 | 1  | 0  | 9  | 145 | 380 | -235 | 6.º   | 6    | 6.º                 |
| 2023      | 12 | 2  | 0  | 10 | 268 | 429 | -161 | 7.º   | 13   | 7.º                 |
| 2024      | 12 | 2  | 0  | 10 | 226 | 425 | -199 | 7.º   | 10   | 7.º                 |
| 2025      | 12 | 0  | 0  | 12 | 230 | 633 | -403 | 7.º   | 5    | 7.º                 |

## Identidad

### Nombre
El nombre original de la franquicia brasileña, Corinthians, fue producto de un acuerdo entre los propietarios del equipo, la Confederação Brasileira de Rugby, y el SC Corinthians, el popular club de fútbol profesional de São Paulo. El objetivo de este acuerdo fue atraer tanto seguidores como patrocinadores a través del reconocimiento obtenido por la marca "Corinthians", utilizando tanto el nombre como el escudo y los colores del equipo de fútbol. 

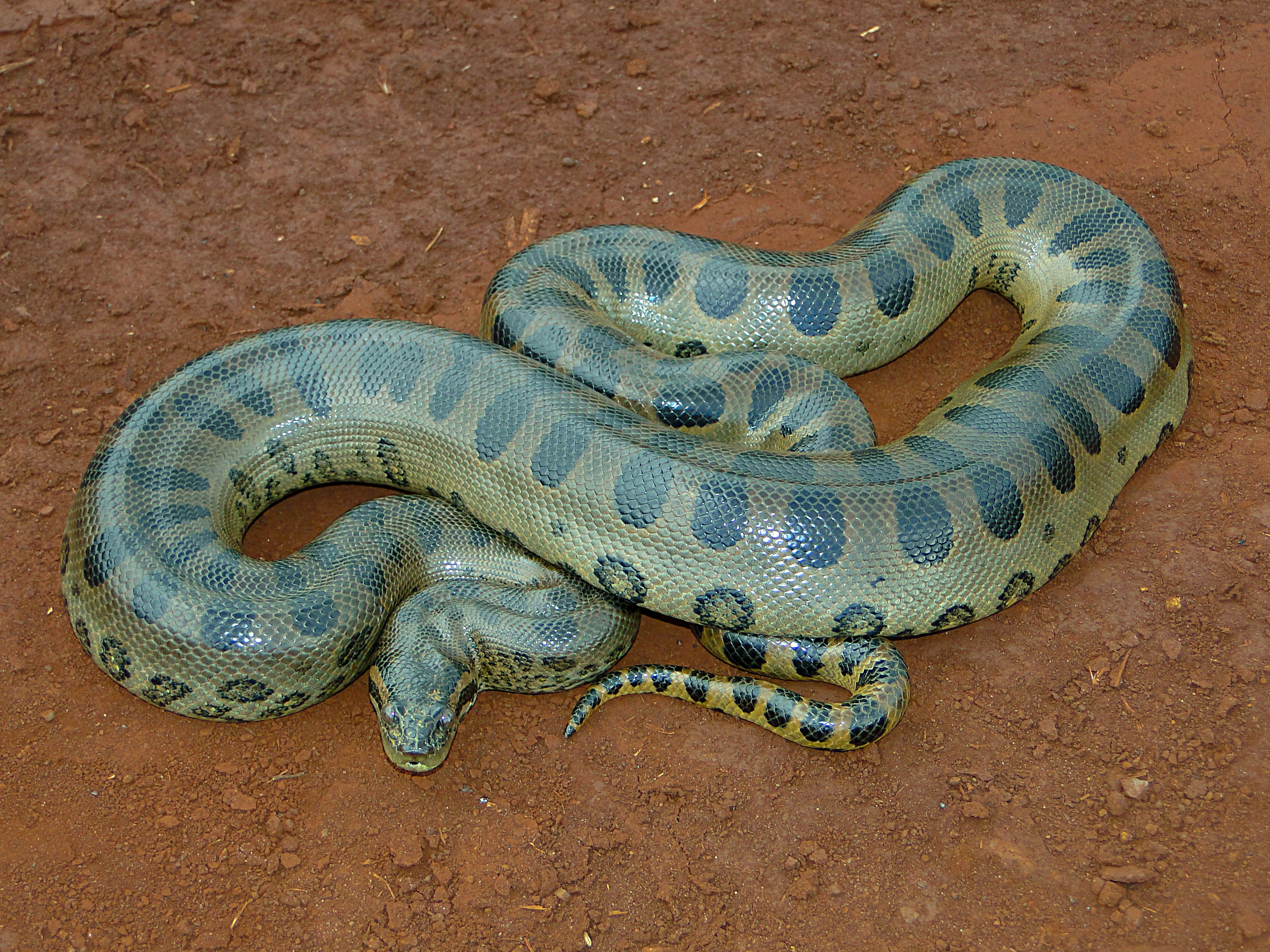
Sucurí (anaconda), una de las inspiraciones de la identidad Cobras.

A partir de 2021 y hasta la actualidad, la franquicia ha llevado la denominación Cobras, más específicamente siendo "Cobras Brasil XV" entre 2021 y 2023 y "Cobras Brasil Rugby" a partir de 2024. El objetivo de este cambio fue adquirir una nueva identidad capaz de representar a toda la comunidad local de rugby con elementos de alcance nacional, inspirándose en aspectos de la diversidad cultural y ecológica del país. En 2021, Cobras recibió el premio de diseño internacional "Red Dot Design Award" en la categoría Diseño de marca y comunicación 2021.
La temática principal es la de las serpientes o "cobras", animales no solo representativos de la biodiversidad de Brasil, sino en la mitología de sus culturas, como es el caso de la Boitatá, una enorme culebra (cobra) de fuego que protege los bosques y selvas. Otra de las inspiraciones del nombre es la frase popular brasileña "A cobra vai fumar" (en español, “la serpiente fumará”), que surgió durante la entrada de Brasil en la Segunda Guerra Mundial en respuesta a los detractores que afirmaban que "sería más fácil que una serpiente fume a que Brasil entre en la Guerra". La frase significa “lograr algo de gran valor” o difícil de conseguir.

### Camiseta
Las camisetas de Cobras utilizan colores similares a los utilizados por la selección de rugby de Brasil (verde, el azul y el amarillo), pero variando en sus diseños y proporciones, predominando el azul. En la temporada 2023, Cobras cambió sus colores a morado, naranja y gris bajo el lema "Cobras cambia de piel". El cambio fue en honor a los colores de Superbid Exchange, el nuevo patrocinador principal de la franquicia.

### Mascota
En 2024, Cobras lanzó su mascota oficial: Cobrassauro, una serpiente antropomórfica azul vistiendo la camiseta del equipo. Cobrassauro fue elegido como la mejor mascota del torneo votado por los seguidores.

## Plantel
Para el Super Rugby Américas 2025.
En negrita los jugadores que formaron parte del equipo en la temporada anterior.
| Nac.                     | Pos. | Jugador                      | Edad | Club de origen             | Ref.   |
| ------------------------ | ---- | ---------------------------- | ---- | -------------------------- | ------ |
| Bandera de Brasil        | PIL  | Brendon Alves                | 26   | Leões de Paraisopolis      |        |
| Bandera de Brasil        | PIL  | João Lucas Marino            | 22   |                            |        |
| Bandera de Brasil        | PIL  | Aquiles Schlüter             | 30   | Joaca Rugby Clube          |        |
| Bandera de Nueva Zelanda | PIL  | Aoturoa Seeling              | 20   | Bay of Plenty              |        |
| Bandera de Brasil        | HKR  | João Guilherme Arraez        | 19   | Jacareí                    |        |
| Bandera de Brasil        | HKR  | Endy Willian                 | 29   | Curitiba Rugby Clube       |        |
| Bandera de Brasil        | HKR  | Henrique Ribeiro Ferreira    | 25   | Curitiba Rugby Clube       |        |
| Bandera de Argentina     | PIL  | Javier Coronel               | 23   | Universitario de La Plata  |        |
| Bandera de Brasil        | PIL  | Vicente Galvão               | 31   | Farrapos Rugby Clube       |        |
| Bandera de Brasil        | PIL  | Tiago Gonçalves dos Santos   | 28   | Charrua Rugby Clube        |        |
| Bandera de Nueva Zelanda | SEG  | Ben Donald                   | 26   | Mount Maunganui Rugby Club |        |
| Bandera de Brasil        | SEG  | Hélder Souza Bryan           | 21   | Poli Rugby                 |        |
| Bandera de Brasil        | SEG  | Gabriel Oliveira             | 23   |                            |        |
| Bandera de Brasil        | SEG  | Gabriel Paganini             | 31   | Band Saracens              |        |
| Bandera de Brasil        | ALA  | Matheus Claudio              | 26   | Jacareí                    |        |
| Bandera de Argentina     | ALA  | Manuel Todaro                | 21   | Universitario de Rosario   |        |
| Bandera de Brasil        | ALA  | Cléber Dias                  | 29   | Guanabara Rugby            |        |
| Bandera de Brasil        | ALA  | Adrio de Melo                | 23   |                            |        |
| Bandera de Brasil        | ALA  | Renato Santos                | 24   |                            |        |
| Bandera de Brasil        | OCT  | André Arruda                 | 36   |                            |        |
| Bandera de Brasil        | OCT  | Rodolfo Martins              | 30   | Curitiba Rugby Clube       |        |
| Bandera de Brasil        | OCT  | Rafael Teixeira              | 25   |                            |        |
| Bandera de Brasil        | MME  | Felipe Gonçalves Cunha       | 25   |                            |        |
| Bandera de Brasil        | MME  | Aramis Padilla               | 21   | São Paulo Athletic Club    |        |
| Bandera de Brasil        | MME  | Rodrigo Santos               | 23   | Jacareí                    |        |
| Bandera de Brasil        | APE  | Nicolas Azevedo              | 20   | Jacareí                    |        |
| Bandera de Brasil        | APE  | João Amaral                  | 20   |                            |        |
| Bandera de Brasil        | APE  | Lucas Spago                  | 24   | Pasteur Athletique Club    |        |
| Bandera de Argentina     | APE  | Augusto Guillamondegui       | 37   | Córdoba Athletic Club      |        |
| Bandera de Brasil        | W/A  | Lyan Aquino                  | 19   | Jacareí                    |        |
| Bandera de Brasil        | W/A  | Daniel Lima                  | 26   | Rio Branco Rugby Clube     |        |
| Bandera de Brasil        | CEN  | Moisés Duque                 | 36   | São José Rugby Clube       |        |
| Bandera de Argentina     | CEN  | Fernando Luna                | 34   | Córdoba Athletic Club      | [ 23 ] |
| Bandera de Brasil        | CEN  | Lorenzo Massari              | 27   | CUS Milano Rugby           | [ 24 ] |
| Bandera de Brasil        | CEN  | Andrei Henrique Santana      | 19   | Jacareí                    |        |
| Bandera de Brasil        | CEN  | Victor Souza Silva           | 27   | São José Rugby Clube       |        |
| Bandera de Brasil        | W/A  | Sérgio Luna                  | 23   | São Paulo Athletic Club    |        |
| Bandera de Brasil        | W/A  | Widson Menezes do Nascimento | 22   |                            |        |
| Bandera de Brasil        | W/A  | Lucas Tranquez               | 30   | São Paulo Athletic Club    |        |
| Bandera de Brasil        | W/A  | Robert Tenório               | 28   | Leões de Paraisopolis      |        |